# Смирнов, Сергей Константинович
Сергей Константинович Смирнов (5 [17] сентября 1818, Москва, Российская империя — 16 [28] февраля 1889, Сергиев Посад, Московская губерния, Российская империя) — ректор и заслуженный профессор Московской духовной академии, протоиерей Русской православной церкви, доктор богословия, церковный историк, член-корреспондент Императорской Академии наук.

## Биография
Родился в Москве 5 (17) сентября 1818 года. Его отец — преподаватель Вифанской семинарии при митрополите Платоне, а затем священник московской церкви Св. Николая в Ковыльском — по словам М. П. Погодина, выделялся своими проповедями и знанием русской истории. От отца Сергей Константинович унаследовал и развил — «стиль письма и речи», склонность писать стихи, любовь к русской истории и классическим языкам.
Получив хорошее домашнее воспитание, Сергей Смирнов успешно окончил курс Московского духовного училища, затем семинарии (1834—1840) и поступил в Московскую духовную академию (через два месяца после поступления его в академию, скончался его отец). Учась на младшем курсе, 25 мая 1841 года он поднёс своё стихотворение наследнику-цесаревичу при посещении им Лавры, а на старшем курсе, под влиянием лекций профессора философии протоиерея Ф. А. Голубинского, напечатал свои две первые работы: «Нечто об идеях Платона» («Москвитянин», 1843 г., ч. IV) и «История учения древних о метемпсихозе» («Москвитянин», 1844 г., ч. II).
Окончив в 1844 году курс академии третьим магистром богословия, он, как один из лучших её воспитанников, получил должность бакалавра по кафедре русской гражданской истории — стал первым в академии преподавателем этой дисциплины (читал её до 1870 года); одновременно он преподавал греческий язык.
В октябре 1845 года он получил степень магистра за своё курсовое сочинение «Предъизображение Господа нашего Иисуса Христа и церкви Его в Ветхом Завете».
В 1854 году определён секретарём комитета по изданию Творений Святых Отцов и «Прибавлений» к ним, оставаясь в этой должности до 1871 года.
С 1855 года, кроме всего, начал преподавать на миссионерском отделении историю русского раскола и сектантство и полемику с ним.
В 1857 году он стал экстраординарным профессором, а в 1859 — ординарным. Все свои довольно сложные обязанности он исполнял до 1870 года, — времени преобразования академии, когда по новому уставу 1869 года нужно было выбрать для преподавания один предмет. Он выбрал греческий язык с литературой, а другие его предметы были отнесены к особым кафедрам. Ординарный профессор по новому академическому уставу должен был в трёхгодичный срок защитить диссертацию на степень доктора богословия и в октябре 1873 года он представил сочинение богословско-филологического характера: «Филологические замечания о языке Новозаветном в сличении с классическим, при чтении послания апостола Павла к Ефесеям» (М., 1873).
В 1870 году он был избран инспектором академии, а с декабря 1874 года дополнительно исправлял должность помощника ректора на церковно-практическом отделении. В конце 1875 года был удостоен звания заслуженного профессора.
В апреле 1878 года принял священство с возведением в сан протоиерея, назначен ректором академии (с 10.04.1878) и, вместе с тем, сделался (по должности) председателем Совета и Правления академии.
В 1879 году был возобновлён после семилетнего перерыва комитет по изданию творений Святых Отцов в русском переводе, и Смирнов стал его председателем. Академический журнал, издаваемый этим комитетом, «Творения Св. отцев» с «Прибавлениями» много обязан ему, как сотруднику и главному руководителю.
Наконец, несмотря на свою хлопотливую административную деятельность, он все время не переставал читать лекции по греческому языку и словесности и только в 1884 году, с введением нового устава, он, как ректор, должен был выбрать какой-нибудь богословский предмет и выбрал св. Писание Нового Завета, а также оставил упразднённую этим уставом должность помощника ректора по церковно-практическому отделению.
В конце июля 1886 года вследствие упадка сил был уволен по прошению от службы «с усиленной пенсией»; жил в Сергиевом Посаде, продолжая заниматься учёными трудами.
Кавалер орденов Св. Владимира 4-й и 3-й степеней.
Ещё в 1882 году его поразил паралич, от которого он смог восстановиться; но 1889 году вследствие неблагоприятных жизненных обстоятельств и старости недуг вернулся и в ночь на 16 (28) февраля 1889 года С. К. Смирнов скончался. Был похоронен на академическом кладбище Троице-Сергиевой лавры, согласно завещанию, около могилы ректора академии проф. А. В. Горского, с которым у него было много общего.

## Семья
- Отец, Константин Васильевич Смирнов (1783—1840) — сын священника Преображенской церкви села Следнева Рузской округи. Воспитывался в Славяно-греко-латинской академии. Был преподавателем Вифанской духовной семинарии (1809—1811). С 1811 г. — настоятель Никольской в Кобыльском церкви в Москве [5]).
- Жена, София Мартыновна (1830—1916) — дочь московского протоиерея Мартина Леонтьевича Ловцова (1796—1869), окончила Екатерининский институт. Она «переписывала статьи и другия работы своего мужа, принимала многочисленных гостей» [6]
- Дети:
  - Варвара Сергеевна (1848—1922) была замужем за выпускником Московской духовной академии (МДА), московским протоиереем, настоятелем Покровского собора (Храма Василия Блаженного) Константином Ивановичем Богоявленским (1839—1913)[7].
    - Сын — Сергей Константинович Богоявленский (1871—1947), доктор исторических наук, член-корреспондент Академии наук СССР[8].

  - Вера Сергеевна (1856—1942) была замужем за выпускником и профессором МДА Николаем Фёдоровичем Каптеревым (1847—1917).
  - Мария Сергеевна (1856 — после 1920) была замужем за выпускником МДА, профессором Вифанской духовной семинарии Дмитрием Александровичем Богдановым (1850—1890).
  - Сергей Сергеевич Смирнов (1858—1925) выпускник МДА, протоиерей, настоятель церкви Николая Большой Крест в Москве.
    - Сыновья: Константин[9] (1889—1914) и Леонид (1889—1980).

  - Анна Сергеевна (1859—1935) выпускница Высших женских курсов Герье[10] была замужем за историком и политическим деятелем Павлом Николаевичем Милюковым (1859—1943).
  - Софья Сергеевна (1861—1919) была замужем за выпускником МДА, московским протоиереем, настоятелем церкви Афанасия и Кирилла на Сивцевом Вражке Евлампием Ивановичем Троицким (1860—1932).
    - Дети[11]: Виктор (родившийся 12.12.1887), Анатолий (1889—1964), София (1891—1975), Алексей (1894—1951), Димитрий[12] (1896—1956) и Сергий (1905—1937).

  - Любовь Сергеевна (1866—1920) была замужем за выпускником МДА, московским протоиереем, настоятелем церкви Успения на Вражке Александром Павловичем Поройковым (1857—1930).
  - Ольга Сергеевна (1867—1920) была замужем за выпускником и профессором МДА Александром Петровичем Голубцовым (1860—1911).

## рекомендуемая литература
- Архивы: СМИРНОВ Сергей Константинович (1818—1889), протоиерей, историк церкви, профессор и ректор Моск. дух. академии ЦИАМ, ф. 1869, 191 ед. хр., 1834-1917; Отдел рукописей Российской государственной библиотеки 767.